# آرشیدوک رودولف اتریش (۱۷۸۸–۱۸۳۱)
آرشیدوک رودولف اتریش (به آلمانی: Archduke Rudolf of Austria)‏ (۸ ژانویهٔ ۱۷۸۸ – ۲۴ ژوئیهٔ ۱۸۳۱) یک کاردینال اهل اتریش بود.
آرشیدوک رودلف پیانو می‌نواخت و در سال ۱۸۰۳ یا ۱۸۰۴، مدتی نزدِ بتهوون درس‌هایی از نواختنِ پیانو و آهنگسازی گرفت. او حامی بتهوون بود و آهنگسازِ بزرگ، چند اثرِ خود را به وی تقدیم کرد.